# 리 소황
이 소황(베트남어: Lý Chiêu Hoàng / 李昭皇, 1218년 ~ 1278년)은 대월 리 왕조 제9대 여제(재위 : 1224년 ~ 1225년)이다. 베트남 역사상 유일한 여제이다. 제8대 황제 혜종의 차녀로, 베트남 진 왕조의 초대 황제 태종(太宗)의 황후이며 휘는 이불금(베트남어: Lý Phật Kim / 佛金) 또는 천형(베트남어: Lý Thiên Hinh / 李天馨)이고, 공주였을 때 작호는 소성공주(베트남어: Chiêu Thánh Công Chúa / 昭聖公主)이다. 그녀의 시호인 소황제(베트남어: Chiêu Hoàng Đế / 昭皇帝)로 불리는 일이 많다. 가끔 폐후 이씨((베트남어: Lý Phế hậu / 李廢后)로 불릴 때가 있다.

## 생애
1224년 아버지 혜종이 병을 얻어 정사를 보지 못할 정도로 악화되어 먼저 시집을 간 첫째딸 대신 둘째딸을 황태녀로 책봉하여 제위를 잇게하였다. 하지만 얼마 후 진수도(陳守度)에 의해서 폐위되고, 그 후임으로서 불과 7살에 즉위후 연호를 천창유도(天彰有道)라 하였다. 1225년, 진수도의 계략에 의해서 혜종은 자살을 하고 진수도의 조카인 진경(Trần Cảnh, 陳煚)과 혼인하는 것을 피할 수 없게 된다. 이렇게 하여 황위를 남편에게 선양하는 것으로 하여 리 왕조는 완전하게 멸망하였다.
멸망후 살아 남은 리 왕조의 황족은 소황과 언니 순천황후(順天皇后)와 이용상(Lý Long Tường, 李龍祥)보다 먼저 1127년에 고려로 망명한 이양혼을 제외하고, 모두 진수도에 의해 응우옌씨로 강제개명되거나 살해되었다.
그리고 소황도 1237년, 태종과의 사이에 자식이 태어나지 않는 것을 이유로 이혼을 당했다. 태종은 그 후 진수도의 책동으로, 자신의 형 진류(陳柳)에 시집갔던 소황의 언니 순천을 억지로 이혼시키고 황후로 맞이하였다.

## 기년
| 소황        | 원년                     | 2년        |
| ----------- | ------------------------ | ---------- |
| 서력 (西曆) | 1224년                   | 1225년     |
| 간지 (干支) | 갑신(甲申)               | 을유(乙酉) |
| 연호 (年號) | 천창유도 (天彰有道) 원년 | 2년        |

| 전 임 혜종 | 제9대 베트남 리 왕조의 황제 1224년 ~ 1225년 | 후 임 - (왕조 멸망) (쩐 왕조 태종) |